# Chimonocalamus makuanensis
Chimonocalamus makuanensis är en gräsart som beskrevs av Chi Ju Hsueh och Tong Pei Yi. Chimonocalamus makuanensis ingår i släktet Chimonocalamus och familjen gräs. Inga underarter finns listade i Catalogue of Life.